# Торриенте Брау, Пабло де ла
Пабло де ла Торрие́нте Бра́у (исп. Pablo de la Torriente Brau; 12 декабря 1901 года, Сан-Хуан, Пуэрто-Рико — 19 декабря 1936, Махадаонда, провинция Мадрид, Испания) — кубинский революционер, писатель и журналист начала XX века. Во время гражданской войны в Испании — военный корреспондент, боец Интернациональных бригад, комиссар республиканской армии.

## Биография

### Происхождение и молодые годы
Родился в Сан-Хуан-де-Пуэрто-Рико 12 декабря 1901 года. Внук историка Сальвадора Брау. В детстве путешествовал с родителями по Испании, Кубе и родному Пуэрто-Рико, пока его семья окончательно не поселилась на Кубе.
В 9 лет написал свою первую статью для газеты «El Ateneísta». Через четыре года поступил в Институт среднего образования Сантьяго-де-Куба. Окончил среднюю школу в Гаване, куда перебралась семья. В январе 1920 году отправился в Сабаназс (восточная часть Кубы), где планировалось построить сахарный завод. Там он познакомился с Тересой (Тете) Касусо Морин, которая через несколько лет стала его женой.
В то время публиковал статьи в журнале «Nuevo Mundo», где также был редактором и распространителем. Позже работал в Комиссии по делам долгов Департамента здравоохранения, а также секретарём в юридической фирме Фернандо Ортис Фернандес.
28 февраля 1930 года была опубликована его первая книга — сборник рассказов «Батей». В июле того же года женился на Тересе Касусо — Пабло оставлял свидетельство своей любви к ней в рассказах и письмах, и они держались вместе и на Кубе, и в эмиграции, пока их не разделила его преждевременная гибель в гражданская война в Испании.
Торриенте Брау участвовал в революционной борьбе против диктатуры Херардо Мачадо, за что подвергался политическим преследованиям. 30 сентября 1930 года он участвовал в демонстрации студентов против преступлений диктатора. В результате её разгона полицией студенческий лидер Рафаэль Трехо Гонсалес был убит, а Пабло — ранен в голову.

### Заключение и изгнание
3 января 1931 года Пабле был арестован и отправлен в гаванскую тюрьму в Кастильо-дель-Принсипе. Позже в изгнании он на основании своих тюремных записок напишет серию статей «105 дней в заключении», опубликованных в газете «El Mundo». Вскоре он снова был задержан и на этот раз отправлен на остров Пинос в построенную диктатором тюрьму Пресидио Модело.
Из опыта тамошнего пребывания появится «Остров 500 убийств» — серия из тринадцати статей для газеты «Ahora», позже послужившей базой для книги «Пресидио Модело» (или «Образцовая тюрьма»). Этот сборник острых политических памфлетов он посвятил супруге, поддерживавшей его волю к жизни: «Тете Касусо, которая писала мне письмо каждый из пятисот дней заключения». В мае 1933 года его перевели в тюрьму в Гаване и затем освободили. Он отправился в вынужденную эмиграцию с женой на борту испанского парохода «Cristobal Colón» («Христофор Колумб»), высадившись в Нью-Йорке. Оттуда Пабло продолжал борьбу против диктатуры Мачадо, который в итоге был свергнут 12 августа. Среди прочего, Торриенте Брау с соратниками, среди которых был Рауль Роа, основал «Антиимпериалистическую кубинскую революционную организацию» (ORCA).
После возвращения на Кубу Торриенте Брау выпустил серию статей «Tierra o Sangre», в которых разоблачал злоупотребления властей и помещиков против кубинского крестьянства. Работал над разными темами, преимущественно спортивными и социальными, его публикации печатались в изданиях «El Mundo», «Bohemia», «Social», «Posters», «Alma Mater», «Line» и «Orb».
Падение тирана не принесло желаемых политических перемен на острове, и борьба продолжалась. В 1935 году была объявлена всеобщая забастовка, но успехом не увенчалась, и Пабле вынужден был снова уехать в изгнание. Конечным местом назначения снова стал Нью-Йорк. Его желание писать и бороться за лучшую судьбу Кубы привели его к сотрудничеству с журналами «Bohemia» и «Carteles» под псевдонимом Карлос Рохас (Carlos Rojas).

### Гражданская война в Испании

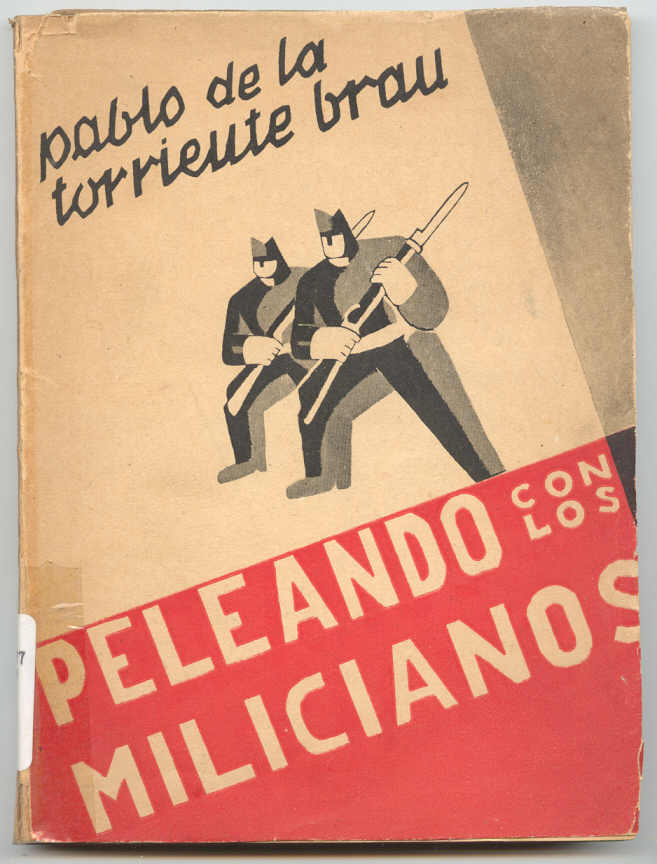
«Сражаясь вместе с милицией»

18 июля 1936 года началась Гражданская война в Испании, и 28 августа Пабло отчалил на корабле «Иль-де-Франс» на фронт как корреспондент журналов «New Masses» (Нью-Йорк) и «El Machete» (Мексика). По пути останавливался в Брюсселе, чтобы участие в Международном конгрессе мира. По прибытии в Испанию, во время пребывания в Барселоне, а затем в Мадриде, посвятил себя сбору свидетельств о войне и написанию её хроники, а затем присоединился к интербригадам (Бригаде Линкольна).
11 ноября назначен политическим комиссаром и членом штаба 109-го батальона 7-й дивизии. 28 ноября встретился с поэтом Мигелем Эрнандесом, который затем посвятит ему свою «Вторую Элегию»: «Ты пал в Испании / и в сердце у меня». 17 декабря кубинский доброволец получил приказ выдвигаться в Махадаонду, и два дня спустя он погиб в бою. Его тело пролежало несколько дней, пока не было захоронено в безопасном месте.
Когда республика пала, его останки так и остались без захоронения на кладбище, пока в декабре 2018 года благодаря Ассоциации членов интернациональных бригад не была проведена их эксгумация, идентификация и передача на Кубу по его завещанию, касающемуся возможной гибели в Испании. 
Тете Касусо занялась сбором и изданием наследия мужа (препятствием стали разногласия между Народно-социалистической партией Кубы, которой оно перешло после смерти Пабло, и его соратником Раулем Роа). Посмертно в 1940 была опубликована его незаконченная книга «Приключения неизвестного кубинского солдата» (Aventuras de un soldado desconocido cubano, написанная во второй ссылке в Нью-Йорке и вышедшая с предисловием Рауля Роа), а 1962 году — работа «Сражаясь вместе с милицией».